# Gerhard Hultsch
Gerhard Hultsch (* 13. Dezember 1911 in Brieg; † 6. April 1992 in Wertheim) war ein deutscher Pfarrer der evangelischen Kirche, Gymnasiallehrer und Kirchenhistoriker. Nach dem Zweiten Weltkrieg profilierte er sich als Autor, Herausgeber und Verlagsleiter vor allem auf dem Gebiet der schlesischen Kirchengeschichte.

## Leben
Hultsch studierte ab 1931 Evangelische Theologie, Geschichte und Erdkunde an den Universitäten Gießen, Rostock, Marburg, Berlin und Breslau. 1935 wurde er in Berlin mit der Dissertation Die Nationalitäten- und Sprachenfrage in der Evangelischen Kirche Schlesiens von 1742 bis zur Gegenwart zum Dr. phil. promoviert.
Nach der Ordination in Breslau am 25. November 1938 wurde Hultsch, der sich der Bekennenden Kirche in Schlesien angeschlossen hatte, zum 1. November 1939 zum Pfarrer in Nädlingen bei Breslau ernannt. Allerdings leistete er von Ausbruch des Zweiten Weltkrieges bis 1945 Kriegsdienst in der Luftwaffe. 1940 wurde er ebenfalls in Berlin mit der Dissertation Friedrich Nietzsche und Luther zum Dr. theol. promoviert.
Nach Kriegsende arbeitete Hultsch zunächst als 2. Stadtpfarrer und Dozent am Predigerseminar in Wittenberg. 1947 siedelte er in die Besatzungszonen der Westmächte über. 1950 wurde er Religionslehrer an einem Gymnasium in Ulm. Ab 1955 unterrichtete er als Studienrat (ab 1965 als Oberstudienrat) Religion, Geschichte und Erdkunde in Bingen am Rhein. 1971 trat er aus gesundheitlichen Gründen vorzeitig in den Ruhestand und ließ sich in Wertheim nieder.

## Wirken
Hultsch war maßgeblich an der Reorganisation des Vereins für Schlesische Kirchengeschichte in der jungen Bundesrepublik Deutschland beteiligt. Gemeinsam mit Hellmut Eberlein gründete er 1953 das Jahrbuch für Schlesische Kirchengeschichte neu, das 1882 als Correspondenzblatt des Vereins für die Geschichte der Ev. Kirche Schlesiens begründet worden war. Bis einschließlich 1986 blieb Hultsch als Mitherausgeber bzw. Herausgeber des Jahrbuchs tätig.
Ab 1952 war Hultsch Kulturreferent der Gemeinschaft Evangelischer Schlesier und Mitglied des Kirchentages der evangelischen Schlesier. Von 1953 bis 1967 war er außerdem Hauptschriftleiter des Schlesischen Gottesfreundes. Er initiierte den Ausbau des Verlages Unser Weg (Lübeck), den er von 1953 bis 1982 leitete, und gab für die Gemeinschaft Evangelischer Schlesier von 1952 bis 1977 die Reihe Das Evangelische Schlesien heraus, die sich an ein breiteres Publikum richtete.
Hultsch wurde 1982 zum Ehrenvorsitzenden des Vereins für Schlesische Kirchengeschichte ernannt. Er gehörte der Historischen Kommission für Schlesien, dem Vorstand des Vereins für die Geschichte Schlesiens, dem erweiterten Vorstand der Stiftung Kulturwerk Schlesien und der Gustav-Freytag-Gesellschaft an. 1965 erhielt er durch die Kirchenleitung der Evangelischen Kirche von Schlesien (Görlitz) den Titel eines Kirchenrats verliehen und 1969 von der Landsmannschaft Schlesien den Schlesierschild.

## Veröffentlichungen (Auswahl)
- Die Nationalitäten- und Sprachenfrage in der evangelischen Kirche Schlesiens von 1742 bis zur Gegenwart., [S.l.] 1937.
- Friedrich Nietzsche und Luther. Bertelsmann, Gütersloh 1940.
- Johann Heermann. Der Sänger des Leides und des Trostes. Verl. „Junge Gemeinde“, Stuttgart 1950.
- Martin Luther. Deutschlands gewaltigster Christuszeuge. Verl. Junge Gemeinde, Stuttgart 1950.
- August Hermann Francke. Der Vater der Waisen. Verl. Junge Gemeinde, Stuttgart 1951.
- Johann Heinrich Jung-Stilling. Leben unter Gottes Leitung. Verl. „Junge Gemeinde“, Stuttgart 1951.
- (Hrsg.): Schlesischer Weihnachtsalmanach. Evang. Zentralstelle, Goslar 1951.
- (Hrsg.): Silesia sacra. Historisch-statistisches Handbuch über das evangelische Schlesien. Verl. der Schlesischen Evang. Zentralstelle, Düsseldorf 1953.
- mit Alfred Wiesenhütter: Der evangelische Kirchbau Schlesiens. Von der Reformation bis zur Gegenwart. 2. Auflage. Verl. d. Schles. Evangel. Zentralstelle, Düsseldorf 1954.
- (Hrsg.): Vom diakonischen Werk in der evangelischen Kirche Schlesiens. Verl. d. Schles. Evangel. Zentralstelle, Ulm 1957.
- Wulfila. Der Bischof der Germanen. Verl. Junge Gemeinde, Stuttgart 1957.
- mit Hellmut Eberlein: Schlesische Kirchengeschichte. 4. Auflage. Unser Weg, Ulm 1962.
- Die Kirche und die Muttersprache. „Unser Weg“, Ulm-Donau 1964.
- Schlesien. Eichblatt mit d. Oder als Rippe. Landschaft, Geschichte u. Wirtschaftskraft d. ehemaligen Provinz. Bundesmin. f. Gesamtdt. Fragen, Bonn, Berlin 1965.
- mit Heinrich Gawel: Kirchen und Gemeinden im Oderland um Steinau. Verl. Unser Weg, Düsseldorf 1972, ISBN 3-87836-221-8.
- Schlesische Dorf- und Stadtkirchen. Verl. „Unser Weg“, Lübeck 1977, ISBN 3-87836-336-2.
- mit Manfred Bunzel (Hrsg.): Die geschichtliche Entwicklung des evangelischen Begräbniswesens in Schlesien während des 16., 17. und 18. Jahrhunderts. Verl. „Unser Weg“, Lübeck 1981, ISBN 3-87836-342-7.

## Ehrungen
- 1969: Schlesierschild der Landsmannschaft Schlesien